# Lee Young-pyo
Lee Young-Pyo, conhecido como Lee (Hongcheon, 23 de Abril de 1977), é um ex-futebolista sul-coreano que atua na defesa. Seu último clube foi o Vancouver Whitecaps, do Canadá.

## Carreira
Lee foi revelado em 1997 pela Universidade Konkuk. Em 2000, começou sua carreira profissional pelo Anyang LG Cheetahs, um time de Anyang. Em 2003, foi contratado pelo PSV Eindhoven. Já no ano de 2005, foi jogar no Tottenham, time em que ficou até 27 de agosto de 2008, data em que foi contratado pelo Borussia Dortmund. No dia 5 de Dezembro de 2011 anunciou via twitter que jogaria no Vancouver Whitecaps..

## Seleção
Ele representou a Seleção Sul-Coreana de Futebol nas Olimpíadas de 2000.
Lee atuou pela Seleção Coreana na Copa do Mundo do ano de 2006. 